# Vallo di Adriano
Il Vallo di Adriano (in latino Vallum Hadriani, in inglese Hadrian's Wall o Roman Wall) era una imponente fortificazione in pietra, fatta costruire dall'imperatore romano Adriano nella prima metà del II secolo come confine con le tribù dei Pitti, che segnava il confine tra la provincia romana della Britannia e la Caledonia. Questa fortificazione divideva l'isola in due parti. Il vallo di Adriano faceva parte del limes romano e venne costruito per prevenire le incursioni delle tribù dei Pitti che calavano da nord. Il nome viene ancor oggi talvolta usato per indicare il confine tra i regni di Scozia e Inghilterra, anche se il muro non segue il confine attuale.
Il Vallo rappresentò il confine più settentrionale dell'Impero romano in Britannia per gran parte del periodo del suo dominio su queste terre; era inoltre la frontiera più pesantemente fortificata dell'intero impero. Oltre al suo impiego come fortificazione militare, si ritiene che le porte di accesso attraverso il vallo siano servite come dogane per permettere la tassazione delle merci. Una significativa porzione della struttura è ancora esistente, in particolare la sezione centrale. Per gran parte della sua lunghezza, il percorso del muro può essere seguito a piedi, e costituisce un'importante attrazione turistica dell'Inghilterra settentrionale. Il Vallo di Adriano è diventato patrimonio dell'umanità dell'UNESCO nel 1987.

## Percorso
Il Vallo di Adriano corre per 118 km (pari a 80 miglia romane) da Wallsend, sul fiume Tyne, alla costa del Solway Firth.
La A69 segue il percorso del muro da dove la strada inizia, a Newcastle upon Tyne, e fino a Carlisle, quindi prosegue attorno alla costa settentrionale della Cumbria. Il muro è completamente in territorio inglese, e rimane a sud del confine della Scozia per 15 km a ovest e per 110 km a est.

Il tracciato del Vallo

In antichità era punteggiato di forti romani. Da oriente a occidente questi erano:
- Segedunum (54°59′16.8″N 1°31′55.2″W)
- Pons Aelius (54°58′26.4″N 1°36′46.8″W)
- Condercum (54°58′33.6″N 1°39′46.8″W)
- Vindobala (55°00′03.6″N 1°49′33.6″W)
- Onnum (55°00′36″N 2°00′21.6″W)
- Cilurnum (55°01′33.6″N 2°08′24″W)
- Brocolita (55°02′09.6″N 2°13′22.8″W)
- Vercovicium (55°00′46.8″N 2°19′51.6″W)
- Aesica (54°59′42″N 2°27′50.4″W)
- Magnis (54°59′06″N 2°31′26.4″W)
- Banna (54°59′20.4″N 2°36′07.2″W)
- Camboglanna (54°57′54″N 2°45′39.6″W)
- Petriana/Uxelodunum (54°54′18″N 2°56′31.2″W)
- Aballava (54°55′19.2″N 3°03′00″W)
- Coggabata (54°55′37.2″N 3°08′52.8″W)
- Maia (54°57′03.6″N 3°12′43.2″W)

A nord di Banna fu eretto un avamposto noto come Fanum Cocidi (55°03′50″N 2°41′06″W)

## Struttura della costruzione
Il muro venne costruito inizialmente con una larghezza di 3 metri, ma le sezioni successive vennero ridotte a 2,5 m. L'altezza è stata stimata a circa 5 metri. Lungo il muro erano posizionati quattordici forti ausiliari, compresi Housesteads e Birdoswald. C'erano ottanta fortini (castelli miliari) adiacenti alle porte, uno ogni miglio romano. Due torrette erano poste nel tratto che separava ogni coppia di fortini, probabilmente utilizzate come punti di osservazione e segnalazione.
Il muro faceva parte di un sistema difensivo che, da nord a sud, comprendeva:
- una berma e un profondo fossato, armato con file di pali appuntiti
- il muro
- una strada a uso militare
- il Vallum: due grossi argini con un fossato nel mezzo. Il Vallum probabilmente delimitava una zona militare piuttosto che essere inteso come fortificazione principale, anche se le tribù britanniche stanziate a sud erano anch'esse talvolta un problema.

## Storia
Il Vallo venne costruito dopo la visita dell'imperatore romano Adriano. Questi stava sperimentando difficoltà militari non solo in Britannia, ma anche in vari territori occupati in tutto l'impero, tra cui Egitto, Giudea, Africa proconsolare, Mauretania, e in molte altre province conquistate dal predecessore Traiano. Era quindi desideroso di imporre l'ordine. La costruzione di un muro così imponente voleva comunque rappresentare un simbolo della potenza romana, sia nella Britannia che a Roma.
La costruzione ebbe inizio nel 122 a opera dell'allora governatore di Britannia, Aulo Platorio Nepote, e venne completata nel giro di sette anni dai soldati di tutte e tre le legioni occupanti. Il percorso prescelto seguiva la Stanegate da Carlisle a Corbridge, già difesa da un limes e da diversi forti ausiliari come quello di Vindolanda.
Il muro era sorvegliato da un misto di vexillationes legionarie e unità ausiliarie dell'esercito romano. Il loro numero fluttuò nel periodo dell'occupazione, ma dovrebbe essere stato attorno ai 9.000 uomini, compresa fanteria e cavalleria. Queste unità soffrirono seri attacchi prima nel 180, e ancora di più tra il 196 e il 197, quando la guarnigione fu molto indebolita. In seguito alle insurrezioni fu intrapresa una grossa opera di ricostruzione del muro sotto Settimio Severo; dopo la dura repressione delle tribù attuata sempre sotto Settimio, la regione limitrofa alla muraglia rimase pacificata per gran parte del III secolo.
Si ritiene che molti membri della guarnigione possano essersi integrati nella comunità locale. Nel IV secolo una delle unità stanziate lungo il Vallo di Adriano fu la legio pseudocomitatense Defensores Seniores, in accordo con la Notitia Dignitatum.
Con il declino dell'impero il muro venne abbandonato e cadde in disuso. Gran parte delle pietre vennero riutilizzate per la costruzioni di edifici del posto; il prelievo continuò fino al XX secolo.

## Altre fortificazioni in Scozia
La prima fortificazione romana in Scozia fu il Gask Ridge, una serie di forti a nord degli estuari del Clyde e del Forth, nel Perthshire. Questi vennero ben presto abbandonati in favore del Vallo di Adriano. Quindici anni dopo il completamento del Vallo, un terrapieno di zolle di terra, il Vallo Antonino, venne costruito in modo che corresse tra il Clyde e il Forth. Questo Vallo era notevolmente più corto di quello di Adriano, ma era sorvegliato da un numero di soldati all'incirca uguale. Per certi aspetti il Vallo Antonino era più sofisticato, e comprendeva grandi piattaforme per le baliste. Nel giro di una generazione il Vallo Antonino venne abbandonato, e il Vallo di Adriano venne rioccupato.

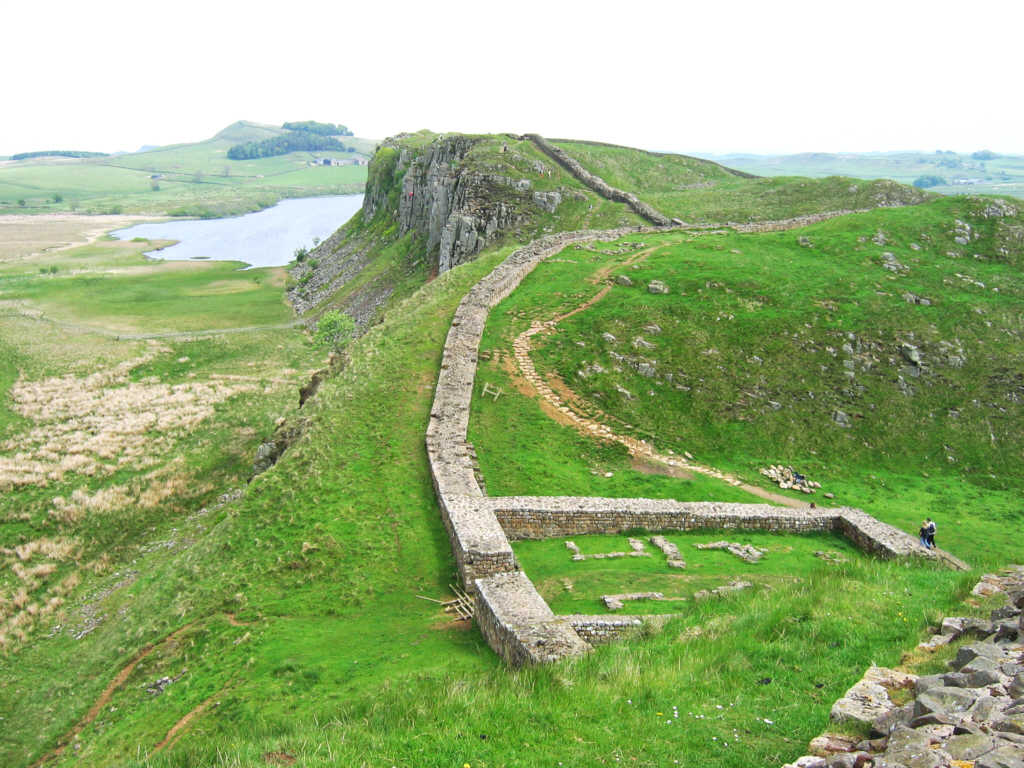
Il vallo di Adriano tra Housesteads e Once Brewed National Park, nella contea di Northumberland.
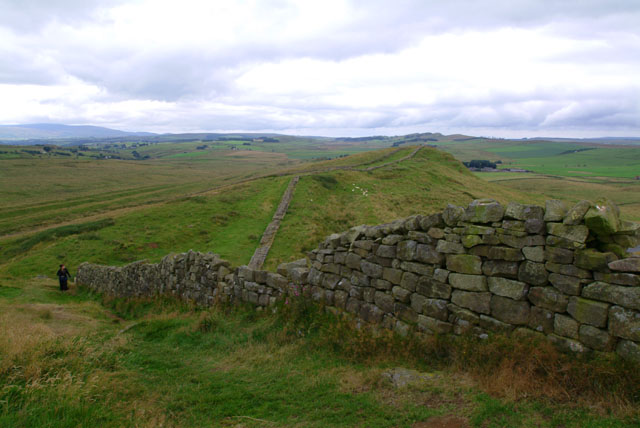
Il vallo di Adriano presso Greenhead e lungo la strada, benché parte del muro sia stato smantellato negli anni e utilizzato per varie costruzioni vicine.
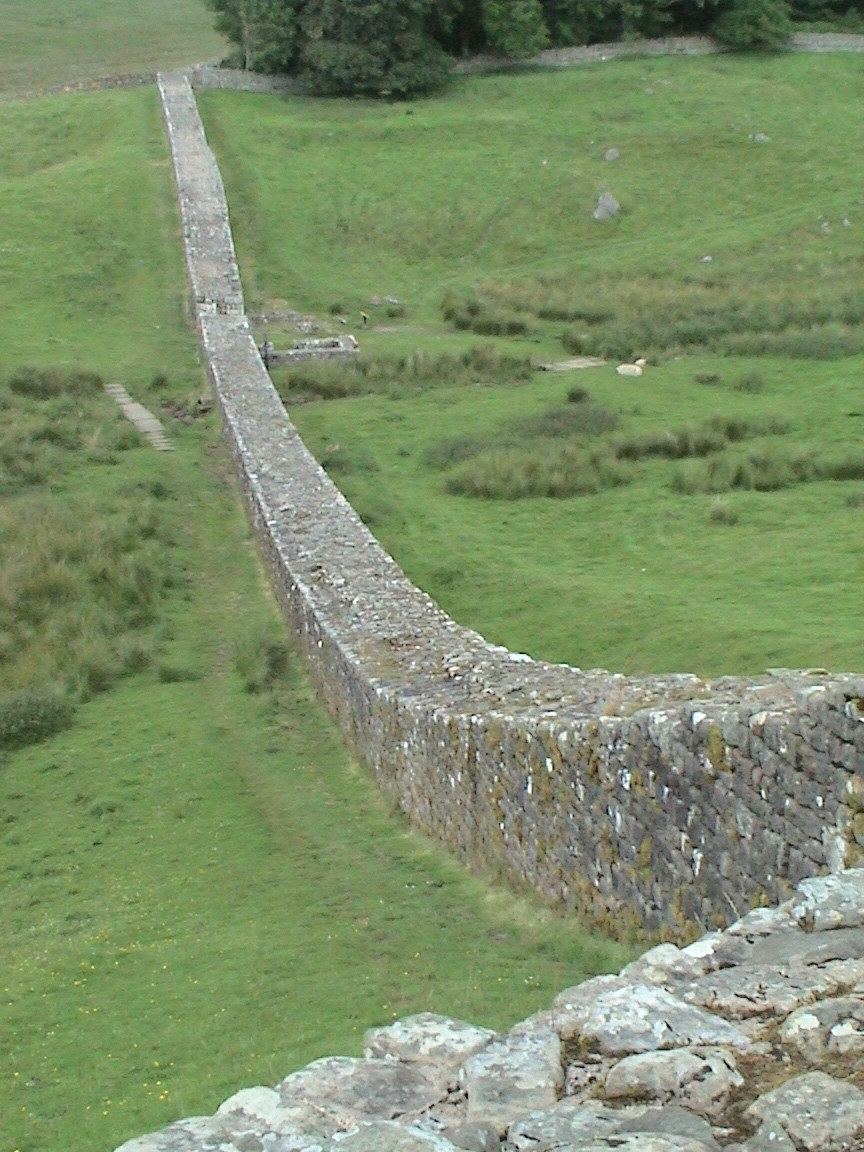
Parte del vallo presso il forte ausiliario di Housesteads.
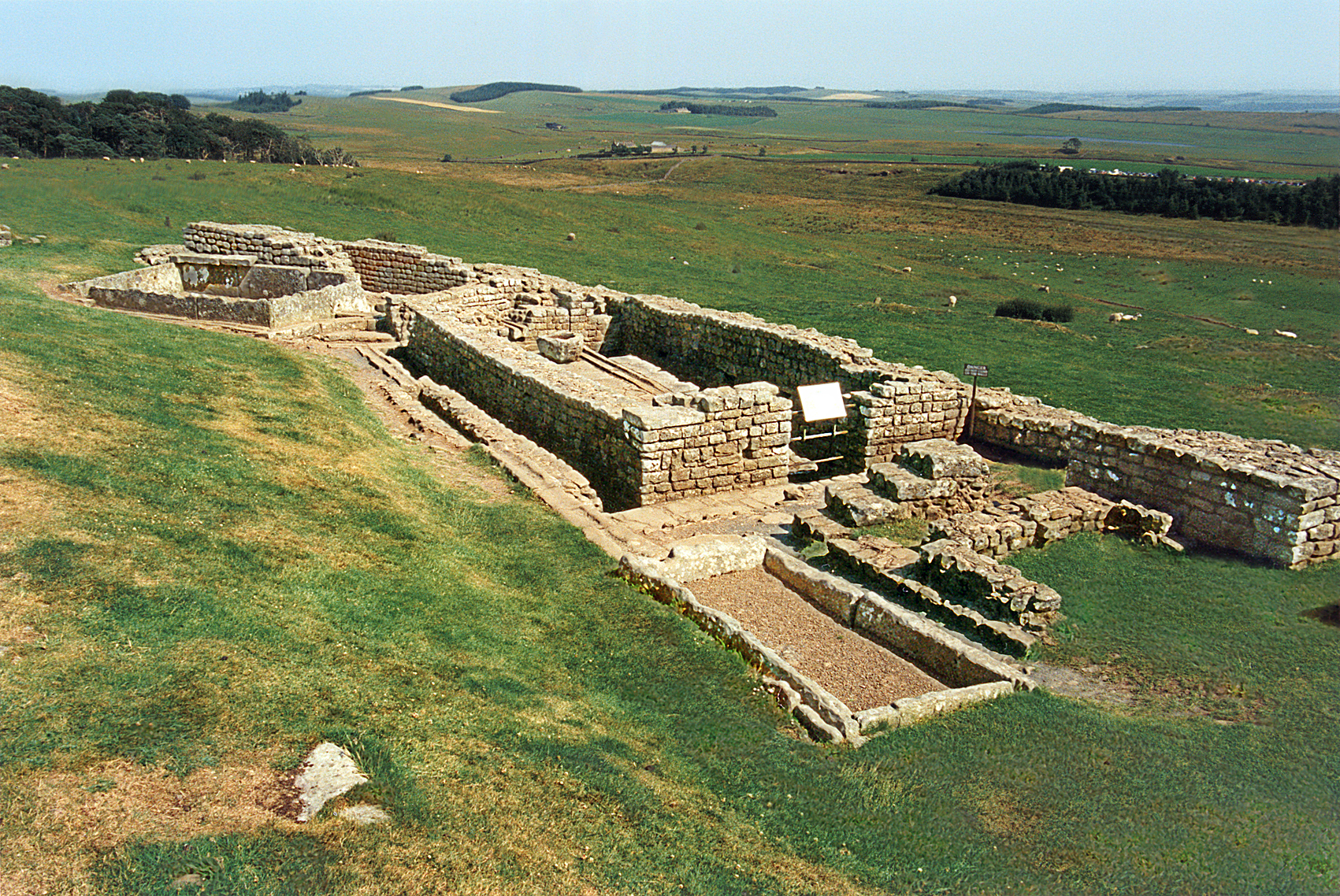
Latrine nel forte di Housesteads.
Scudo dei Defensores Seniores.
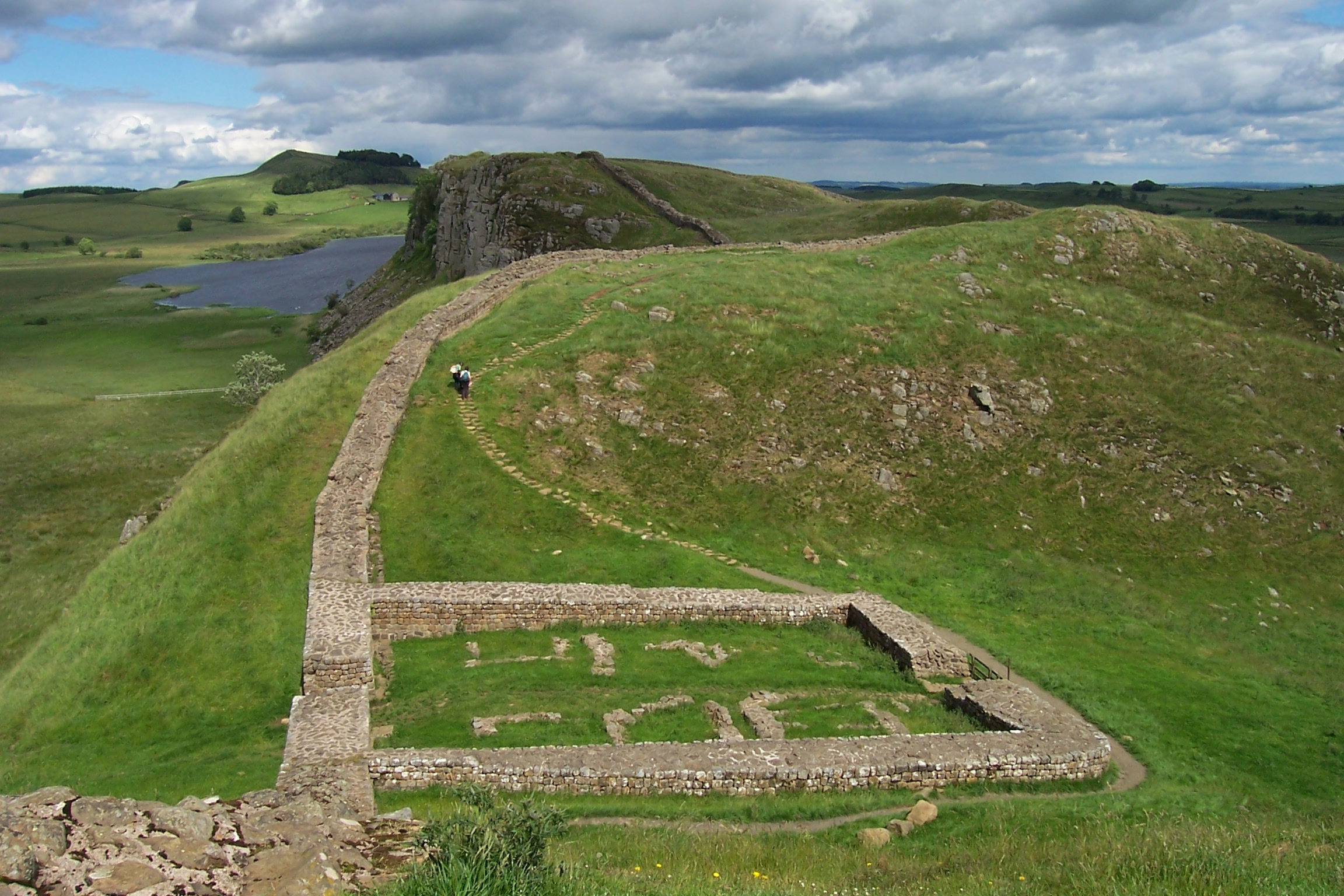
I resti del forte miliare 39
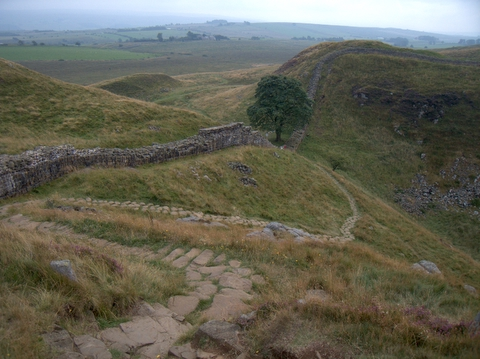
La sezione del Vallo denominata Sycamore Gap, a est del Milecastle 39. Si vede il cosiddetto "Albero di Robin Hood", usato nelle riprese del film Robin Hood - Principe dei ladri.

## Il Vallo di Adriano nella cultura moderna
Lo scrittore statunitense George R. R. Martin ha dichiarato di essersi ispirato al Vallo di Adriano per la Barriera (in originale The Wall), una fortificazione immaginaria che compare nei romanzi delle Cronache del ghiaccio e del fuoco e nel rispettivo adattamento televisivo.
Il Vallo è stato rappresentato in film storici recenti come King Arthur, Centurion, The Eagle e ne L'ultima legione, tratto dall'omonimo libro di Valerio Massimo Manfredi.